# كلان (غرمي)
كلان (بالإنجليزية: Kalan, Ardabil)‏ هي قرية تقع في أردبيل في إيران. يقدر عدد سكانها بـ 354 نسمة بحسب إحصاء 2016.